# Ctenacanthus
Lo ctenacanto (gen. Ctenacanthus) è un pesce cartilagineo appartenente agli elasmobranchi. Visse tra il Devoniano medio e il Permiano superiore (circa 380 - 258 milioni di anni fa) e i suoi resti fossili sono stati ritrovati in Europa, Nordamerica, Sudamerica, Asia e Groenlandia.

## Descrizione
Questo squalo estinto è noto principalmente per spine isolate delle pinne dorsali, ma sono noti anche alcuni esemplari più completi che hanno permesso di ricostruirne l'aspetto, almeno indicativamente. In particolare, la specie Ctenacanthus compressus è nota anche per due esemplari incompleti, costituiti da due metà anteriori dello scheletro; la testa era dotata di un muso corto e munita di denti acuminati e con molte cuspidi (di tipo cladodonte). Lo scapolarcoracoide, che sosteneva le pinne pettorali, possedeva una caratteristica forma concava anteriormente e si assottigliava distalmente. Le due pinne dorsali erano entrambe sostenute da una spina grossa e a sezione circolare, profondamente inserita nel corpo dell'animale e poggiata contro una cartilagine di forma più o meno triangolare. Le spine erano ornamentate da file o carene di nodi, che le facevano assomigliare a pettini (il nome Ctenacanthus significa "spina pettine"), ed erano coperte di una sostanza simile a smalto dentale (smaltoide). 

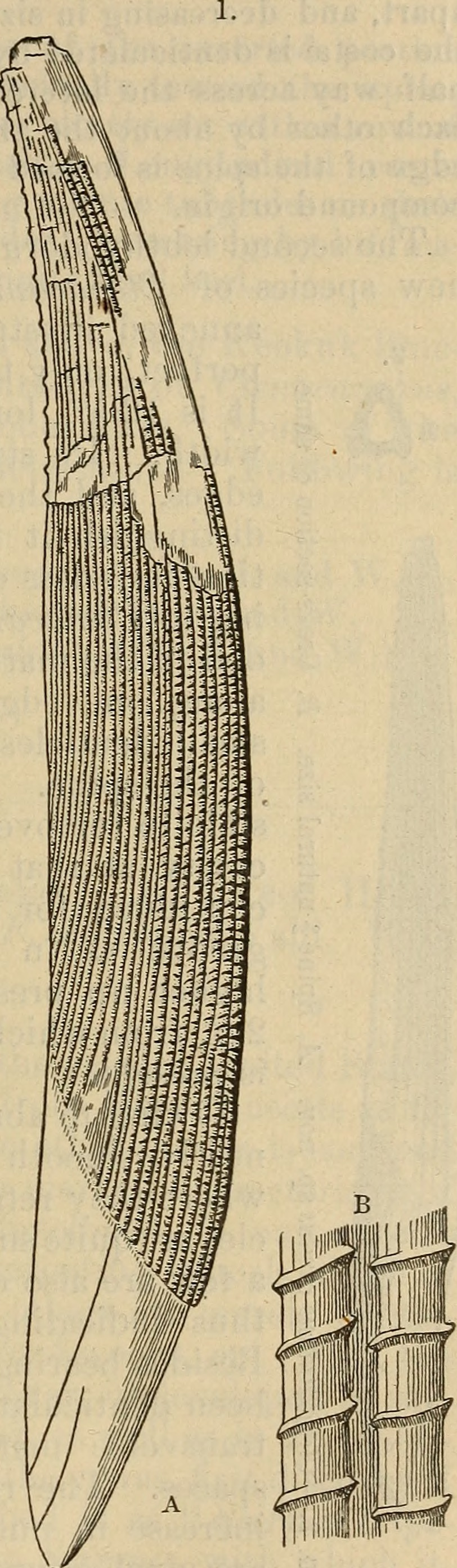
Spina della pinna dorsale attribuita a Ctenacanthus

## Classificazione
La classificazione del genere Ctenacanthus è notevolmente complicata, principalmente a causa del fatto che la grande maggioranza delle specie attribuite a questo genere si basa su spine e denti isolati. L'esemplare tipo della prima specie descritta, Ctenacanthus major, è una spina di pinna dorsale isolata, proveniente dal Carbonifero inferiore di Avon Gorge nei pressi di Bristol, in Inghilterra, e venne descritta da Louis Agassiz nel 1837. Lo studioso svizzero attribuì a questo genere altre specie, tra le quali C. brevis (una spina che lo studioso non vide mai dal vivo ma descrisse solo sulla base di un disegno), C. ornatus (probabilmente appartenente a un altro gruppo di pesci, gli acantodi) e C. tenuirostratus (di cui almeno parte del materiale non è più reperibile). Negli anni seguenti furono attribuite numerose altre specie al genere, provenienti da numerose parti del mondo e da un orizzonte geologico compreso tra il Devoniano medio e il Permiano superiore, di oltre 120 milioni di anni.
La tassonomia di Ctenacanthus fu ulteriormente complicata da un caso paleontologico sfortunato: nel 1873, il paleontologo John Strong Newberry intraprese lo studio degli ctenacanti americani e quindi si fece spedire del materiale dalla Scozia per compararlo. Purtroppo, dalla Scozia vennero spedite per errore due spine appartenente al genere Sphenacanthus al posto di quelle della specie tipo, Ctenacanthus major. Questo errore fu carico di conseguenze: Newberry, credendo di osservare spine di Ctenacanthus, criticò la descrizione originale di Agassiz e la modificò; il tutto portò a un intero secolo di confusione tra i generi Ctenacanthus e Sphenacanthus, che venne risolto solo tra il 1981 e il 1984, quando John Maisey del Museo di Storia Naturale di New York intraprese una revisione del genere Ctenacanthus. Su circa un centinaio di specie, Maisey dimostrò che solo una quindicina erano da ritenersi valide: oltre alla specie tipo, sono riconosciute valide almeno C. amblyxiphias, C. buttersi, C. chemungensis, C. cliftonensis, C. compressus, C. concinnus, C. elegans, C. furcicarinatus, C. major, C. maranhensis, C. nodocostatus, C. terrelli, C. tumidus. Numerose altre specie furono attribuite ad altri generi di squali paleozoici: oltre a Sphenacanthus, anche Hopleacanthus, Bythiacanthus, Amelacanthus, Avonacanthus ed Eunemacanthus. I migliori fossili di Ctenacanthus provengono dalla Cleveland Shale dell'Ohio, e sono attribuiti alla specie C. compressus.
Ctenacanthus è il genere eponimo degli ctenacanti (Ctenacanthiformes), un gruppo di squali tipici del Paleozoico, dotati di spine davanti alle pinne dorsali e ricoperte di smaltoide, una sostanza simile allo smalto dentale tipica di numerosi pesci cartilaginei.

## Paleobiologia
Ctenacanthus doveva essere un predatore attivo, come testimoniato dalla forma del corpo slanciata e dai denti aguzzi dotati di più punte; in ogni caso, le spine sul dorso avevano una funzione difensiva nei confronti di animali più grandi, come i placodermi predatori: è stato trovato un esemplare del placoderma Holdenius con una spina di Ctenacanthus conficcata nel palato. 